# Valerie Van Peel
Valerie Van Peel, née le 11 octobre 1979 à Ekeren, est une femme politique belge, membre de la Nieuw-Vlaamse Alliantie (N-VA). Elle a notamment été vice-présidente de la Chambre des représentants et vice-présidente de la N-VA. Elle succède à Bart De Wever, devenu Premier ministre, en tant que présidente de la N-VA, le 26 avril 2025.

## Biographie
Après une carrière dans la presse écrite et audiovisuelle, Valerie Van Peel devient en 2009 la porte-parole de la N-VA. En 2011, elle devient la secrétaire du groupe politique NV-A au Sénat. De 2010 à 2013, elle siège pour son parti au conseil d'administration de la VRT. Elle devient également attachée parlementaires des députés anversois Luk Lemmens et Bruno Peeters. 
Elle est élue aux élections communales d'octobre 2012 à Kapellen, en tant que tête de liste NV-A. La NV-A passe de zéro à huit sièges au conseil communal et entre dans la majorité avec l'Open-VLD. Van Peel est nommée échevine des Affaires sociales et présidente du Centre public d'action sociale. 
Aux élections législatives fédérales de 2014, Van Peel est élue à la Chambre des représentants pour l'arrondissement d'Anvers. Elle est réélue aux élections de 2019 et est nommée première vice-présidente de la Chambre des représentants, après l'échec de sa candidature à la présidence face à Patrick Dewael. En 2021, elle est élue vice-présidente de la NV-A, avec Lorin Parys, fonction qu'elle occupe jusqu'en septembre 2022. 
Le 11 juin 2022, elle annonce son retrait de la vie politique après les élections de 2024, à la suite de l'échec de sa proposition de loi concernant la protection des victimes de l'amiante. Le 9 mars 2025, elle annonce sa candidature à la présidence de la NV-A, à la suite de la démission de Bart De Wever, devenu premier ministre. Elle reçoit notamment le soutien d'Axel Ronse, président du groupe des députés NV-A à la Chambre des Représentants. Elle est l'unique candidate à ce poste.